# 浦上則永
浦上 則永 （うらがみ のりなが、生没年不詳） は室町時代の武将。信濃守。浦上掃部の子。弟に浦上則宗。浦上宗助、浦上則久（のりひさ）、浦上則之（のりゆき）の父。浦上村宗の祖父。

## 来歴
不明な点が多いが赤松満祐の宿老として嘉吉の乱以前に活動が見受けられる。
永享9年（1437年）、東寺から上原友貞（上原性実入道と同一人物?）と共に300疋を贈られたという記録が今の所、最古の記録である。嘉吉の乱以前頃に赤松氏宿老として重用された佐用氏流上原氏の同等の扱いを受けるなどこの時点で既に赤松家中でもそれなりの地位であった事が窺える。
その後の嘉吉元年（1441年）、嘉吉の乱で満祐が将軍足利義教を暗殺すると赤松氏に従い幕府の討伐軍と戦った。しかし、討伐軍に赤松氏が敗れ滅亡すると誅殺される事を恐れてまだ幼い弟、則宗や息子の宗助を残したまま信濃国へと出奔したという。（浦上氏古系図）
以後の行方は知れない。